# Рашани (Срби)
Појам Рашани, односно Расцијани (Рачани, Раци, Раши; лат. Rasciani, архаични егзоним) су термини који се током позног средњовековног и раног нововековног периода употребљавао за означавање Срба, првенствено у изворима западног порекла. Појам је најчешће употребљаван у тадашњој Краљевини Угарској, односно у Хабзбуршкој монархији.
Термин је првобитно изведен из назива средишње српске историјске области Рашке (лат. Rascia), а током средњовековног периода термини као што су Rascia или Rassia често су у западним изворима употребљавани и као синоними за српску државу и српске земље у целини.
Почевши од 16. века, због све веће концентрације Срба у јужним областима Панонске низије, те области су такође почеле да буду називане Рашка, односно Расција (лат. Rascia, архаични егзоним), тако да се тај појам среће на ширем простору од Баната на истоку, преко Срема и Бачке, до јужне Барање и средишње Славоније на западу. Све те области су данас у саставу савремених држава: Србије, Румуније, Мађарске и Хрватске.
У најширем смислу, појам је обухватао не само православне Србе, већ и Србе католике, као и неке посебне групе, односно Буњевце и Шокце („католички Раци“).

## Етимологија
Демоним на латинском: Rasciani, Natio Rasciana; мађарском: , множина: Rácok; њемачком: Ratzen, Raize, множина: Raizen. Назив су провитно користили Њемци и Мађари, а изведен из pars pro toto Рашка, средњовјековне српске области. Територију коју су првобитно насељавали Срби у Хабзбуршкој монархији се на латинском називала: Rascia; на мађарском: , ,  и на њемачком: Ratzenland, Rezenland.

## Историја употребе назива
Будући да су Срби, од 15. века, па надаље, чинили знатан део становништва на територији данашње Војводине, многи историјски извори и мапе, настали у овом историјском периоду (15–18. век), помињу територију данашње Војводине под именима Расција и Мала Рашка. Назив Расција (лат. Rascia) се такође јавља и на подручју Славоније.
У својој „Историји Срба“, Константин Јиречек пише: „Из Србије је, већ пред крај 14. века, јака струја исељеника отишла на север. особито у Срем и Арадску жупанију. Овај покрет појачан је био поглавито тим, што су деспоти имали огромне поседе у Угарској. Поред босанских јеретика и присталица хусита становали су већ 1437. у Срему и Славонији, између Саве и Драве, многобројни Расцијани.“
По једној белешки из 1543. године, Темишвар и Арад налазили су се усред Расције (in medio Rascionarum), а тада је, по истом запису, у целом Банату владао српски језик. Банат је тада називан Мала Рашка. У то време је на простору Баната постојало седамнаест српских манастира.
Један млетачки документ из Котора од 10. фебруара 1690. године спомиње Рашане у Београду.
Крајем 17. века, 1691. године, Раци и Немци су ослободили Брод од Турака (Брод је и пре Турака, једно време био седиште рашког деспота Иваниша Бериславића). Сачувано је писмо Војводе Карла де Кроја из 1691. године о освајању Брода од Турака. Из писма се види да су Рашани и Немци, на челу с њим, ослободили Брод од Турака. Он у писму спомиње „рацке хајдуке“ којима је поверио да одвежу неколико турских лађи на Сави, наводи у свом табору „рацког капетана“ Перчинлију с 300 Раца и хајдука. Чим је настала вече, почну Раци и хајдуци прелазити на другу обалу, чамцем се превезло „80 рацких хајдука“, који су се сместили иза тамоших „рацких колиба“. На крају писма пише да је исте ноћи дао турску тврђаву запосести с Рацима и са 100 немачких војника. 
Василије Ђерић је у књизи О српском имену по западнијем крајевима нашега народа навео податак да Март. Сент-Ивањи 1691. (Miscellaneorum Decad. Secund. P. I. p. 148-150) каже: Славонија има са сјевера Угарску и ријеку Драву, која је између њих, са запада Штајерску, с југа Хрватску, од које је дијели ријека Сава, с Истока Рашку (Рацку, Српску). У дужини има 20 миља, у ширину 10 између раве и Саве. Дијели се на три жупаније: крижевачку, загребачку и вараждинску. Рашка (Српска), која је као и Хрватска одвојена од Славоније, има са запада Славонију, са сјевера Угарску и ријеку Драву, с истока уток Саве у Дунав, повелики дио Угарске, с југа Босну и Србију, од којих је раставља ријека Сава. Она има у дужини 20 њемачкијех миља, и низ ток ријеке Саве 25, у ширину 12 између Саве и Драве. Има исто тако три жупаније, пожешку, валповачку и сријемску.
Рудолф Хорват у књизи о Срему наводи податке, на основу старих докумената, да су житељи Пачетина (1696), поред осталога, морали и у време косидбе возити сено у Вуковар, за Раце који онде бораве. Тада су сви мушкарци тога села ступили у царску војску као хајдуци. Зато нису дозволили изасланику краљевске Коморе да њихова имена упише у именик кметова, јер се они већ налазе у попису рацких капетана, попут свих суседних хајдука, који станују у другим местима уз Дунав.
У писму од 8. октобра 1702. године, угледни људи из Брода, сведоче о узорном црквеном деловању фрањеваца из Брода. Разлог писања писма је био покушај Загребачке бискупије да се тај крај стави под хрватски утицај, и да црквено припадне Загребу, а не Ђаковачкој бискупији. На почетку тога писма они пишу: Ми доље потписани римокатолици народности славенскоилирске града Брода... Од њихове жупничке скрби... нити канимо нити хоћемо, да нас се кида, било каквим насиљем, подстреком или одвођењем... Након имена и презимена 21 потписника (од којих су нека од презимена: Дабић, Богдановић, Лазић, Нинковић, Наранђић…), следи текст у којем се опет наводе називи народа: ...овом славонском и рашком народу...
Почетком 18. века, у такозваној „Ракоцијевој буни“, Бачку означују Србијом и српском земљом и једна и друга страна. Тако главни заповедник војних одреда који су се борили против Срба у Бачкој, Дарваш, пише 19. јула 1704: „Сва велика места Расције и с ове и с оне стране Дунава и Тисе попалили смо.“
У првој половини 18. века посавски су граничари називани народном војском, а понекад народна или рацка милиција (Nazionalmiliz, Razis-che Miliz).
Јохан Христоф фон Бартенштајн је 1761. објавио књигу О расејаном илирско-расцијанском народу.
Крајем 18. века, поред илирског и славонског имена за католике, за православне се тада више веже рашко име, па су на дан 7.12.1799, фрањевци из Нашица споменули у свом летопису неке несреће које су се појавиле у рашкој (Rassicensi) заједници у Шаренграду.
Када су представници војвођанских Срба 1848. године однели своје захтеве Лајошу Кошуту, упозорили су га да њих вређа када их зове Раци, јер они имају своје народно и историјско име – Срби.
Аустријски путописац Александар Хекш, описујући Подунавље 1881. године, пише о крајевима које Срби насељавају: „На Дунаву и Тиси узводно станују до дубоко у Угарску, до Францовог канала (у Бачкој), до ушћа Мориша, до Сегедина (у некадашњем Тамишком Банату). Мале колоније Срба, које обављају трговину, бакалук, ниже градске занате, постоје готово у свим угарским градовима, где их зову Раци или Рашани (по покрајини Рашкој у Старој Србији).“
Од назива Раци је такође изведено и прво име Новог Сада: Рацка варош (њем. Ratzen Stadt), односно – „Српски град“.
Антун Радић је у новинама „Дом“ 1904. године записао: „… Али да сте ви још пред 20 година дошли тамо даље у Хрватску, на пр. у Винковце, па да сте рекли да сте Хрват и да су они људи тамо Хрвати, ви бисте срећни били, кад би вам се сав свијет смијао, јер бисте лако добили и батина… и то су били Раци и Шокци, а Хрватима каковима ни трага…“

## Неки католички интелектуалци су одвајали Рашку од Србије и Рашане од Срба
Иако су у повељама Немањића српско и рашко име синоними а поп Дукљанин пише да река Дрина дели Србију на Босну и Рашку, неки католици нашег језика су у својим делима одвајали Рашку од Србије и Рашане од Срба. Тако Мавро Орбин на насловници књиге "Краљевство Словена" пише: "…DALMATIA, CROATIA, BOSNA, SERVIA, RASSIA, BVLGARIA", Андрија Качић Миошић у књизи "Разговори угодни народа словинскога" за краљеве Дукље пише да су владали у "србској земљи" (На 1077. Краљеваше у србској земљи краљ Михајло. На 1100. Краљева је у србској земљи и у Далмацији краљ Бодин.) док су му Немањићи краљеви словински од којих је Стефан Првовенчани краљ од Рашије и Далмације. Мартин Сегон бискуп Улциња из 15. века, пореклом Србин из Новог Брда описује Рашане, Влахе и Србе: 
Рашани, наиме, први становници ове покрајине, дивљи и ратоборни, насељавају онај дио који лежи према ријекама Дрини, Сави и Истру (Дунав). Власи су планинци, дивљи род људи — они су богати само стадима стоке, а други дио, који је окренут Дарданцима, Македонцима и Трибалима, Срби, људи блаженог начина живота и питомијег и лијепог изгледа, зато што се простиру више ка југу и због многих путујућих трговаца.

## Мапе
- Мапа из 1590. године, на којој је убележен назив , на подручју Баната
- Мапа из 1645. године, на којој је убележен назив , на подручју Баната
- Карта Баната из прве половине 17. века, на којој је убележен назив
- Карта из 1609. године, на којој је убележен назив  на подручју Славоније
- Карта из 1630. године, на којој је убележен назив  на подручју Славоније
- Карта из 1643–1650. године, на којој је убележен назив  на подручју Славоније
- Карта Новог Сада из 1745. године, на којој је Нови Сад убележен под именом
- Карта са почетка 18. века, на којој се види Нови Сад (Ratzen Stadt) са околним селима
- Карта Славоније из 1735. године, на којој се види назив